# 467

467(사백육십칠)은 466보다 크고 468보다 작은 자연수다.

## 수학
- 91번째 소수(素數)다. 앞의 소수는 463이고, 다음 소수는 479다.
  - 16번째 안전 소수(↔ 233)다. 앞의 안전 소수는 383, 다음은 479다.
  - 베르누이 수의 분자 {\displaystyle B_{94}}를 나눌 수 있는 비정규 소수다.
- {\displaystyle 467=3^{2}+13^{2}+17^{2}}
  - 서로 다른 세 소수의 제곱합으로 나타낼 수 있는 6번째 소수다. 이 성질을 지닌 앞의 수는 419, 다음 수는 491이다. (OEIS의 수열 A182479)

## 과학
- NGC 467(영어판): 물고기자리 방향에 있는 렌즈형은하.

## 교통
- 일본 467번 국도: 가나가와현 야마토시에서 후지사와시까지 이어지는 일본의 국도.
- 현도 제467호선

## 군사
- LST-467(영어판): 제2차 세계 대전에 사용된 미국의 전차상륙함.
- U-467(영어판): 제2차 세계 대전에 사용된 나치 독일의 군용 잠수함.

## 문화유산
- 대한민국의 보물 제467호: 밀양 표충사 삼층석탑
- 대한민국의 사적 제467호: 연천 호로고루

## 기타
- 연도: 467년, 기원전 467년